# 명장 온라인
명장 온라인은 온라인 컴퓨터 게임의 일종이다. 중국 the9에서 개발하였으며, 네오위즈게임즈에서 서비스한다. 삼국지를 기반으로한 2D 횡스크롤 MORPG 게임이다.